# Verdiso
Il Verdiso è un vitigno a bacca bianca autoctono coltivato nella provincia di Treviso, che rientra nel disciplinare di produzione del prosecco DOC e DOCG. Da queste uve si ottengono vini caratterizzati da un'elevata acidità.

## Storia
L'esistenza del vitigno è accertata da un documento del 1788 con cui l'abbazia di Follina impose la coltivazione ai coloni. Altri storici ne confermano la presenza nei pressi di Conegliano.
Nella produzione del prosecco il Verdiso costituisce fino al 15% delle uve utilizzate, unitamente a perera, bianchetta, pinot e chardonnay.
Nel 1988, durante lo svolgimento della tradizionale Festa dei Marroni di Combai, il Verdiso fu proposto come vino da bere con i marroni e nel 1989 venne organizzata la prima edizione della manifestazione "E' Verdisio". Nel 1991 viene costituita l'Associazione Amici del Verdiso a Combai (Treviso), che predispone un disciplinare di autoregolamentazione e realizza una rilevazione delle produzioni esistenti, coniando un marchio d'origine e di garanzia; successivamente viene predisposto uno studio triennale dell'Istituto Sperimentale per la Viticoltura di Conegliano, per l'individuazione delle zone maggiormente vocate alla produzione e per la definizione delle caratteristiche del vino.